# Fadela & Sahrawi
Fadela & Sahraoui eran un dúo vocal argelino rai, compuesto por Cheb Sahraoui (nacido Mohammed Sahraoui, Tlemcen, Argelia, 1 de abril de 1961) y Chaba Fadela (nacida Fadela Zalmat, Orán, Argelia, 5 de febrero de 1962).
Se casaron en 1983. Su primer disco juntos, "N'sel Fik", se convirtió en un éxito internacional, y fue seguido por más grabaciones y giras por los Estados Unidos en 1990 y 1993. Mientras estaban en Nueva York, grabaron el álbum. "Walli" con el productor y multinstrumentista Bill Laswell. Se mudaron de Argelia a Francia en 1994, pero se separaron a fines de los años noventa. Ambos han seguido trabajando como solistas.

## Discografía
| #  | Álbumes                                                                                | Discográfica            | Año  |
| -- | -------------------------------------------------------------------------------------- | ----------------------- | ---- |
| 1  | Chaba Fadila (Cass, Album)                                                             | MCPE                    | 1983 |
| 2  | شابة فظيلة = Fadela                                                                    | Attitude                | 1986 |
| 3  | Chab Sahraoui* Et Chaba Fadila (Cass, Album)                                           | MCPE                    | 1986 |
| 4  | You Are Mine (Cass, Album)                                                             | Island Records          | 1987 |
| 5  | Chaba Fadela And Cheb Sahraoui - Hana Hana                                             | Rachid & Fethi          | 1988 |
| 6  | Fadela*, Sahraoui* - Le Duo RaÏ En 24 (Cass, Album)                                    | Editions Rachid & Fethi | 1989 |
| 7  | Chab Sahraoui* And Chaba Fadela - ★ Live ★ " In New York" - "Feel My Hurt" (CD, Album) | Aladin Le Musicien      | 1989 |
| 8  | Cheb Sahraoui & Chaba Fadela - N'Sel Fik                                               | Blue Silver             | 1992 |
| 9  | Fadela* & Sahrawi* - Walli (CD, Album)                                                 | Rounder Records         | 1993 |
| 10 | Chaba Fadela / Cheb Sarhaoui* - LIve (CD, Album)                                       | Terrascape              | 1996 |
| 11 | Ouach Khammamat (CD, Album)                                                            | Créon Music             | 1997 |
| 12 | Cheb Sahraoui Et Chaba Fadela - Cheb Sahraoui Et Chaba Fadela                          | MCPE                    | 2001 |